# Эрнст I (герцог Брауншвейг-Грубенхагена)
Эрнст I Брауншвейг-Грубенхагенский (англ. Ernst I. von Braunschweig-Grubenhagen; 1297 — 9 марта 1361, Грубенхагенский замок) — князь Грубенхагена с 1322 года до своей смерти.

## Жизнь
Сын Генриха I и его жены Агнессы, урождённой графини Мейсенской. Генрих I основал княжество Грубенхаген в 1291 году, после того как вельфские князья поделили свои наследственные земли. Эрнст первоначально намеревался сделать церковную карьеру, но после смерти отца он и его братья Генрих II и Вильгельм совместно управляли княжеством.
Грубенхаген был немного меньше других княжеств Вельфов. Поскольку у Генриха I было много детей (восемь сыновей и восемь дочерей), было сложно наделить всех потомков титулами. Поэтому его старший сын Генрих II не смог получить безраздельный суверенитет над княжеством. В 1324 году Генрих II заключил большой договор со своими братьями Эрнстом и Вильгельмом, согласно которому территория должна управляться совместно, однако вскоре после этого княжество было разделено. Эрнст получил территорию вокруг Айнбека, замок Грубенхаген и Остероде. Города Дудерштадт, Остероде и Айнбек управлялись совместно. В 1359 году он сделал своего сына Альбрехта I соправителем. Его старший брат Генрих II умер в 1351 году, а его сыновья осели за границей и умерли бездетными, поэтому после смерти своего бездетного младшего брата Вильгельма в 1360 году Эрнст стал править объединённым княжеством Грубенхаген. После его смерти 9 марта 1361 года ему наследовал сын Альбрехт I.

## Семья и дети
В июне 1335 года Эрнст I женился на Адельгейде Эверштейн-Полле (ум. после 29 сентября 1373), дочери графа Генриха II Эберштейнского. У них было девять детей:
- Отто (род. 1337), умер в детстве
- Альбрехт I (ок. 1339 — 1383)
- Иоганн (ум. 1401), каноник в Хильдесхайме, Айнбеке и Майнце
- Адельгейда (ок. 1341 — 1406), ∞ ок. 1362 Богуслав V Великий (ок. 1326 — 1374)
- Агнесса (ок. 1342 — 1394), ∞ 1362 граф Ульрих Гольштейнский
- Анна (ок. 1343 — 1409), ∞ 1362 граф Генрих VIII Гольштейнский
- Эрнст (ок. 1346 — 1400/02), аббат Корвея (1369—1371)
- Фридрих[болг.] (ок. 1350 — 1421)
- Анна (ок. 1360 — 1437), аббатиса Остероде